# Dendrophidion

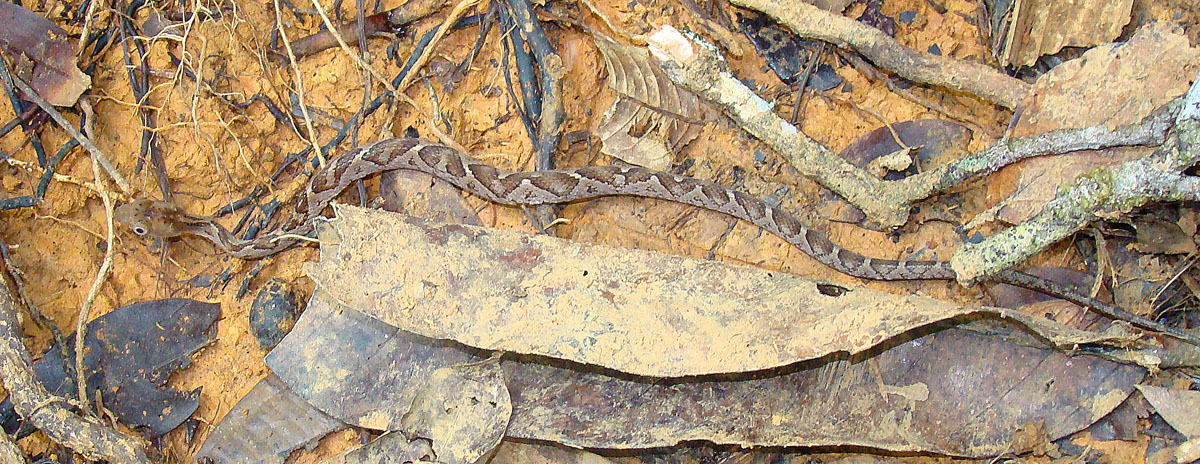
D. nuchale

Dendrophidion – rodzaj węży z podrodziny Colubrinae w rodzinie połozowatych (Colubridae).

## Zasięg występowania
Rodzaj obejmuje gatunki występujące w Meksyku, Gwatemali, Belize, Hondurasie, Nikaragui, Kostaryce, Panamie, Kolumbii, Ekwadorze, Peru, Boliwii, Wenezueli, Gujanie Francuskiej i Brazylii. 

## Systematyka

### Etymologia
- Dendrophidion: gr. δενδρον dendron „drzewo”[5]; οφιδιον ophidion „mały wąż”, zdrobnienie od οφις ophis, οφεως opheōs „wąż”[6].
- Cacocalyx: gr. κακος kakos „brzydki”[7]; καλυξ kalux „łuska”[8]. Gatunek typowy: Drymobius percarinatus Cope, 1893.

### Podział systematyczny
Do rodzaju należą następujące gatunki: 
- Dendrophidion apharocybe Cadle, 2012
- Dendrophidion atlantica Freire, Caramaschi(inne języki) & Gonçalves, 2010
- Dendrophidion bivittatus (A.M.C. Duméril, Bibron & A.H.A. Duméril, 1854)
- Dendrophidion boshelli Dunn, 1944
- Dendrophidion brunneum (Günther, 1858)
- Dendrophidion clarkii Dunn, 1933
- Dendrophidion crybelum Cadle, 2012
- Dendrophidion dendrophis (Schlegel, 1837)
- Dendrophidion graciliverpa Cadle, 2012
- Dendrophidion nuchale (W. Peters, 1863)
- Dendrophidion paucicarinatum (Cope, 1894)
- Dendrophidion percarinatum (Cope, 1893)
- Dendrophidion prolixum Cadle, 2012
- Dendrophidion rufiterminorum Cadle & Savage(inne języki), 2012
- Dendrophidion vinitor H.M. Smith, 1941